# Serrat de Carissols
El Serrat de Carissols és una muntanya de 1.217 metres que es troba entre els municipis de Lladurs i d'Odèn, a la comarca catalana del Solsonès.